# Dècada
Una dècada o un decenni és un període o espai de temps de deu anys. Deu dècades successives formen un segle.
Una dècada, del llatí decas, descendent del grec δεκάς, és, tot primer, un aplec o sèrie de deu objectes. El mot decenni, creat a la fi del segle XIX a partir de l'adjectiu « decennal », designa sens ambigüitat un període de deu anys.

## Durada
Durant la Revolució francesa, el calendari republicà reemplaçà la setmana de set dies per la dècada, període de deu dies com en el calendari àtic, que s'acabava pel dècadi.

## Literatura i arts
- La La Décade philosophique era un diari polític i literari francès animat sobretot pels ideòlegs que apareixia cada dècada, començat el 10 de floreal de l'any II i continuat fins a l'any 1807.

- Dècada designa també cada sèrie de deu llibres d'una obra composta de múltiples llibres (ex. Discurs sobre la primera dècada de les Ab Vrbe condita libri de Titus Livi).

- La Décade prodigieuse és un film de Claude Chabrol (1971) amb Orson Welles, Michel Piccoli i Marlène Jobert segons el romanç homònim de Ellery Queen, l'acció del qual té lloc en deu dies.

- Decade és una compilació de Neil Young sortida l'any 1977, retrospectiva de deu anys de carrera.

- Decade: Greatest Hits és una compilació de Duran Duran sortida l'any 1989.

## Ciències i tècniques
En física, una dècada és l'interval comprès entre una grandesa i la seva multiplicació per deu. Aquest interval d'un ordre de grandesa serveix en els casos en què una escala logarítmica descriu el sistema.
Una capsa de dècades és un assemblatge de resistència dotada d'un selector que permet de modificar la valor de la resistència en una escala de deu.

## Religió
Les dècades són les quinze sèries de deu pregàries del rosari.
A sota hi ha una llista de dècades (que tradicionalment es consideren de l'any acabat en 0 fins a l'any acabat en 9) amb informació detallada per cada una d'elles. Vegeu també els segles i el calendari d'esdeveniments.
| Segle xvii aC | 1690 aC | 1680 aC | 1670 aC | 1660 aC | 1650 aC | 1640 aC | 1630 aC | 1620 aC | 1610 aC | 1600 aC |
| Segle XVI aC  | 1590 aC | 1580 aC | 1570 aC | 1560 aC | 1550 aC | 1540 aC | 1530 aC | 1520 aC | 1510 aC | 1500 aC |
| Segle XV aC   | 1490 aC | 1480 aC | 1470 aC | 1460 aC | 1450 aC | 1440 aC | 1430 aC | 1420 aC | 1410 aC | 1400 aC |
| Segle XIV aC  | 1390 aC | 1380 aC | 1370 aC | 1360 aC | 1350 aC | 1340 aC | 1330 aC | 1320 aC | 1310 aC | 1300 aC |
| Segle XIII aC | 1290 aC | 1280 aC | 1270 aC | 1260 aC | 1250 aC | 1240 aC | 1230 aC | 1220 aC | 1210 aC | 1200 aC |
| Segle XII aC  | 1190 aC | 1180 aC | 1170 aC | 1160 aC | 1150 aC | 1140 aC | 1130 aC | 1120 aC | 1110 aC | 1100 aC |
| Segle XI aC   | 1090 aC | 1080 aC | 1070 aC | 1060 aC | 1050 aC | 1040 aC | 1030 aC | 1020 aC | 1010 aC | 1000 aC |
| Segle X aC    | 990 aC  | 980 aC  | 970 aC  | 960 aC  | 950 aC  | 940 aC  | 930 aC  | 920 aC  | 910 aC  | 900 aC  |
| Segle IX aC   | 890 aC  | 880 aC  | 870 aC  | 860 aC  | 850 aC  | 840 aC  | 830 aC  | 820 aC  | 810 aC  | 800 aC  |
| Segle VIII aC | 790 aC  | 780 aC  | 770 aC  | 760 aC  | 750 aC  | 740 aC  | 730 aC  | 720 aC  | 710 aC  | 700 aC  |
| Segle VII aC  | 690 aC  | 680 aC  | 670 aC  | 660 aC  | 650 aC  | 640 aC  | 630 aC  | 620 aC  | 610 aC  | 600 aC  |
| Segle VI aC   | 590 aC  | 580 aC  | 570 aC  | 560 aC  | 550 aC  | 540 aC  | 530 aC  | 520 aC  | 510 aC  | 500 aC  |
| Segle V aC    | 490 aC  | 480 aC  | 470 aC  | 460 aC  | 450 aC  | 440 aC  | 430 aC  | 420 aC  | 410 aC  | 400 aC  |
| Segle IV aC   | 390 aC  | 380 aC  | 370 aC  | 360 aC  | 350 aC  | 340 aC  | 330 aC  | 320 aC  | 310 aC  | 300 aC  |
| Segle III aC  | 290 aC  | 280 aC  | 270 aC  | 260 aC  | 250 aC  | 240 aC  | 230 aC  | 220 aC  | 210 aC  | 200 aC  |
| Segle II aC   | 190 aC  | 180 aC  | 170 aC  | 160 aC  | 150 aC  | 140 aC  | 130 aC  | 120 aC  | 110 aC  | 100 aC  |
| Segle I aC    | 90 aC   | 80 aC   | 70 aC   | 60 aC   | 50 aC   | 40 aC   | 30 aC   | 20 aC   | 10 aC   | 1 aC    |
| Segle I       | 1       | 10      | 20      | 30      | 40      | 50      | 60      | 70      | 80      | 90      |
| Segle II      | 100     | 110     | 120     | 130     | 140     | 150     | 160     | 170     | 180     | 190     |
| Segle III     | 200     | 210     | 220     | 230     | 240     | 250     | 260     | 270     | 280     | 290     |
| Segle IV      | 300     | 310     | 320     | 330     | 340     | 350     | 360     | 370     | 380     | 390     |
| Segle V       | 400     | 410     | 420     | 430     | 440     | 450     | 460     | 470     | 480     | 490     |
| Segle VI      | 500     | 510     | 520     | 530     | 540     | 550     | 560     | 570     | 580     | 590     |
| Segle VII     | 600     | 610     | 620     | 630     | 640     | 650     | 660     | 670     | 680     | 690     |
| Segle VIII    | 700     | 710     | 720     | 730     | 740     | 750     | 760     | 770     | 780     | 790     |
| Segle IX      | 800     | 810     | 820     | 830     | 840     | 850     | 860     | 870     | 880     | 890     |
| Segle X       | 900     | 910     | 920     | 930     | 940     | 950     | 960     | 970     | 980     | 990     |
| Segle XI      | 1000    | 1010    | 1020    | 1030    | 1040    | 1050    | 1060    | 1070    | 1080    | 1090    |
| Segle XII     | 1100    | 1110    | 1120    | 1130    | 1140    | 1150    | 1160    | 1170    | 1180    | 1190    |
| Segle XIII    | 1200    | 1210    | 1220    | 1230    | 1240    | 1250    | 1260    | 1270    | 1280    | 1290    |
| Segle XIV     | 1300    | 1310    | 1320    | 1330    | 1340    | 1350    | 1360    | 1370    | 1380    | 1390    |
| Segle XV      | 1400    | 1410    | 1420    | 1430    | 1440    | 1450    | 1460    | 1470    | 1480    | 1490    |
| Segle XVI     | 1500    | 1510    | 1520    | 1530    | 1540    | 1550    | 1560    | 1570    | 1580    | 1590    |
| Segle XVII    | 1600    | 1610    | 1620    | 1630    | 1640    | 1650    | 1660    | 1670    | 1680    | 1690    |
| Segle XVIII   | 1700    | 1710    | 1720    | 1730    | 1740    | 1750    | 1760    | 1770    | 1780    | 1790    |
| Segle XIX     | 1800    | 1810    | 1820    | 1830    | 1840    | 1850    | 1860    | 1870    | 1880    | 1890    |
| Segle XX      | 1900    | 1910    | 1920    | 1930    | 1940    | 1950    | 1960    | 1970    | 1980    | 1990    |
| Segle XXI     | 2000    | 2010    | 2020    | 2030    | 2040    | 2050    | 2060    | 2070    | 2080    | 2090    |